# Hurricane (Utah)
Hurricane is een plaats (city) in de Amerikaanse staat Utah, en valt bestuurlijk gezien onder Washington County.

## Geschiedenis
Hurricane werd in 1896 gesticht door mormonen, op zoek naar vruchtbaar land en hulpbronnen. Het kreeg zijn naam toen de huif van de koets van Erastus Snow tijdens een wervelwind werd afgerukt. Tussen 1893 en 1904 werd het Hurricane canal aangelegd op initiatief van James Jepson en John Steele. Het kanaal verbond de Virgin River met de vruchtbare gronden van Hurricane. Sinds 1985 ligt het droog. Het werd aangelegd door bewoners van het nabijgelegen Grafton en Virgin tijdens winterdagen.

## Demografie
Bij de volkstelling in 2000 werd het aantal inwoners vastgesteld op 8250.
In 2006 is het aantal inwoners door het United States Census Bureau geschat op 12.084, een stijging van 3834 (46.5%).

## Geografie
Volgens het United States Census Bureau beslaat de plaats een oppervlakte van
81,7 km², waarvan 80,6 km² land en 1,1 km² water. Hurricane ligt op ongeveer 1061 m boven zeeniveau.

Hurricane in 1929 met het kanaal links onderaan

## Plaatsen in de nabije omgeving
De onderstaande figuur toont nabijgelegen plaatsen in een straal van 20 km rond Hurricane.